# Kızılören
Kızılören ist eine Stadt und ein Landkreis der türkischen Provinz Afyonkarahisar. Die Stadt liegt etwa 70 Kilometer südwestlich der Provinzhauptstadt Afyonkarahisar. Die 1969 zur Belediye (Gemeinde) erhobene Kleinstadt beherbergt über 67 Prozent der Landkreisbevölkerung (Stand: Ende 2024).
Der Landkreis liegt im Westen der Provinz. Er grenzt im Norden an Sandıklı, im Süden an Dinar und im Westen an die Provinz Denizli. Durch den Kreis verläuft von Norden nach Süden, etwa drei Kilometer östlich der Kreisstadt, die Fernstraße D-650 von Adapazarı nach Antalya.

Der Landkreis wurde im Mai 1990 durch das Gesetz Nr. 3644 gebildet. Er umfasst neben der Kreisstadt noch vier Dörfer (Köy): Ekinova (mit 289 Einwohnern das größte), Gülyazı, Türkbelkavak und Yenibelkavak. Der kleinste Landkreis der Provinz hat die drittniedrigste Bevölkerungsdichte (18,3 Einwohner je km²) der Provinz (53,5 Einwohner je km²).